# Der Totschläger (Korolenko)

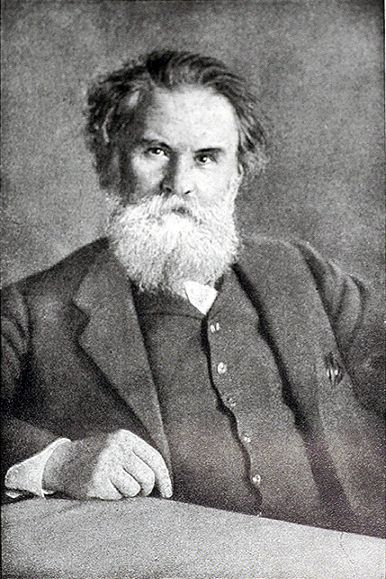
Wladimir Korolenko

Der Totschläger (russisch Убивец, Ubiwez) ist eine Erzählung des russischen Schriftstellers Wladimir Korolenko, die 1882 geschrieben wurde und 1895 in der Zeitschrift Russkaja Mysl erschien.

## Inhalt

### Rahmenerzählung
Iwan Semjonytsch hat in Westsibirien einen Prozess gewonnen und dafür eine größere Summe Geldes eingeheimst. Nun muss er mit dem Gelde rasch in eine andere Stadt. Befristete Forderungen sind zu begleichen. Einheimische raten von der nächtlichen Fahrt durch die Taiga ab. Iwan Semjonytsch setzt sich durch. Als die Kutsche den Hohlweg am Felsen Teufelsfinger passiert, versuchen Wegelagerer einen Überfall auf den Reisenden mit der prall gefüllten Brieftasche. Der Kutscher Fjodor Silin, genannt der Totschläger, vertreibt die Banditen und erklärt seinem Fahrgast: „Sie [die Wegelagerer] fürchten mich … Ich habe einen von ihnen hier zur Strecke gebracht.“

### Binnenerzählung
Fjodor erzählt Iwan Semjonytsch, wie er diesen Banditen – den Einarmigen, alias Iwan Alexejewitsch, alias Iwan Iwanow – am Teufelsfinger erschlug.
Fjodor war Landstreicher geworden, nachdem er Frau und Kind verloren hatte. Im Gefängnis hatte er die Bekanntschaft des Einarmigen gemacht. Letzterem war es ein Leichtes gewesen, das Gefängnis in Bälde zu verlassen. Fjodor hatte zuvor dem Einarmigen Gehorsam geschworen und war auf dessen Betreiben ebenfalls entlassen worden. Die Gegenleistung, die der Einarmige verlangt, soll Fjodor bereits nach ein paar Wochen erbringen. Fjodor muss eine wohlhabende junge Frau, die mit ihren kleinen Kindern zu ihrem verbannten Ehemann unterwegs ist, ein Stück durch die Taiga kutschieren. Am Teufelsfinger stellt sich ihnen der Einarmige in den Weg und verlangt von Fjodor die Ermordung der wehrlosen Reisenden. Fjodor erschlägt den Einarmigen mit der Axt und stellt sich. Wieder wird er in das Gefängnis gesperrt, aus dem ihn der Einarmige zu Lebzeiten freigekauft hatte. Die Frau, der Fjodor das Leben gerettet hat, schickt ihrem Retter eine größere Summe Geldes. Der Verwalter der Haftanstalt fordert seinen Anteil. Dann wird er Fjodor wiederum freilassen. Der Gefangene spielt nicht mit, sondern bleibt in Haft, bis ihn jene junge Frau und deren Gatte – der ehemals Verbannte – freibekommen.

## Deutschsprachige Ausgaben
Verwendete Ausgabe
- Der Totschläger. Deutsch von Cornelius Bergmann. S. 36–73 in Wladimir Korolenko: Makars Traum und andere Erzählungen. Mit einem Nachwort von Herbert Krempien. 275 Seiten. Verlag der Nation, Berlin 1980 (1. Aufl.)